# جان بریماکومب
جان بریماکومب (انگلیسی: John Brimacombe؛ زادهٔ ۲۵ نوامبر ۱۹۵۸) بازیکن فوتبال اهل بریتانیا است.
از باشگاه‌هایی که در آن بازی کرده‌است می‌توان به باشگاه فوتبال سالتش یونایتد و باشگاه فوتبال پلیموث آرگیل اشاره کرد.